# Caïdat de Sti Fadma
Le caïdat de Sti Fadma est une circonscription administrative marocaine situé dans le cercle de Tahannaout, lui-même situé dans la province d'Al Haouz, au sein de la région administrative de Marrakech-Safi. Son chef-lieu se trouve dans la commune éponyme de Sti Fadma.

## Communes
Deux communes rurales sont rattachées au caïdat de Sti Fadma : Sti Fadma et Oukaïmden.
| Année | Nb. Commune | Liste Commune        |
| 2014  | 2           | Sti Fadma, Oukaïmden |

## Historique
Le caïdat de Sti Fadma créé en 2014, à partir du territoire du caïdat d'Ourika, et est rattaché au cercle de Tahannaout, lui-même rattaché à la province d'Al Haouz. Il compte deux communes rurales : Amghras et Oukaïmden. D'après le recensement officiel de 2014, le caïdat est peuplé de 28 990 habitants.
Depuis 2015, dans le cadre du nouveau découpage régional, la région de Marrakech-Tensift-Al Haouz est remplacée par la nouvelle région de Marrakech-Safi. La province d'Al Haouz est donc intégrée à cette nouvelle région, tout comme le cercle de Tahannaout, et donc le caïdat de Sti Fadma.

## Démographie
Depuis le dernier recensement de 2014, le caïdat de Sti Fadma est officiellement peuplé de 28 990 habitants et compte 5 061 ménages.
| Année                          | Population totale | Ménages | Nb. Commune |
| ------------------------------ | ----------------- | ------- | ----------- |
| 2014                           | 28 990            | 5 061   | 2           |
| Données issues de recensements |                   |         |             |

## Administration et politique

### Découpage territorial
| Commune   | Population en 2004 (hab.) | Ménages en 2004 | Population en 2014 (hab.) | Ménages en 2014 |
| --------- | ------------------------- | --------------- | ------------------------- | --------------- |
| Sti Fadma | 22 283                    | 3 503           | 24 129                    | 4 279           |
| Oukaïmden | 4 440                     | 655             | 4 861                     | 782             |

### Offre de soin
| Commune   | CSCA | CSC | DR |
| Sti Fadma | 0    | 1   | 3  |
| Oukaïmden | 0    | 1   | 0  |